# 2017年千葉市長選挙
2017年千葉市長選挙（2017ねんちばしちょうせんきょ）とは、日本の地方自治体である千葉市の執行機関である千葉市長を選出するために執行された選挙で、2017年5月28日に投開票が行われた。

## 概要
現職の熊谷俊人（現在3期目）の任期満了に伴う選挙。
届け出順に、無所属現職の熊谷俊人と無所属新人の大野隆の2名による一騎打ちとなった。

## 選挙データ
- 選挙事由：任期満了
- 告示日：2017年5月14日
- 執行日（投開票日）：2017年5月28日（即日開票）

### 選挙の争点
出典：
- 2期8年の熊谷市政への是非。
- 借金である市債残高が1兆円を超える市の財政再建。
- 子育て世代や高齢者などに対する福祉政策。

## 立候補者
| 候補者名（読み方）             | 年齢 | 党派   | 肩書                              |
| ------------------------------ | ---- | ------ | --------------------------------- |
| 熊谷俊人 （くまがい としひと） | 39   | 無所属 | 千葉市長（現職） 元千葉市議会議員 |
| 大野隆 （おおの たかし）       | 48   | 無所属 | 日本共産党准千葉県中部地区委員    |

## 選挙結果
投開票の結果、現職・熊谷が新人・大野を破り3選。熊谷は初回・前回の選挙で自身が記録した歴代最高得票数を2度更新した。
なお、投票率は29.07%で、政令指定都市移行後の選挙では過去最低となった。
※当日有権者数：782,769人 最終投票率：29.07%（前回比：-2.28pts）
| 候補者名 | 年齢 | 所属党派 | 新旧別 | 得票数    | 得票率 | 推薦・支持                           |
| -------- | ---- | -------- | ------ | --------- | ------ | ------------------------------------ |
| 熊谷俊人 | 39   | 無所属   | 現     | 182,081票 | 81.30% | 民進党千葉県連・公明党千葉県本部支持 |
| 大野隆   | 48   | 無所属   | 新     | 41,870票  | 18.70% | 日本共産党推薦                       |

| 区       | 熊谷俊人 | 熊谷俊人 | 大野隆 | 大野隆 |
| 区       | 得票     | %        | 得票   | %      |
| -------- | -------- | -------- | ------ | ------ |
| 合計     | 182,081  | 81.30%   | 41,870 | 18.70% |
| 中央区   | 37,781   | 83.73%   | 7,339  | 16.27% |
| 花見川区 | 31,532   | 78.51%   | 8,629  | 21.49% |
| 稲毛区   | 30,218   | 80.74%   | 7,210  | 19.26% |
| 若葉区   | 26,842   | 81.03%   | 6,285  | 18.97% |
| 緑区     | 23,509   | 82.84%   | 4,869  | 17.16% |
| 美浜区   | 32,199   | 81.03%   | 7,538  | 18.97% |